# Copa Mundial de Fútbol Playa FIFA 2006
La Copa Mundial de Fútbol Playa de FIFA 2006 fue la segunda edición de la Copa Mundial de Fútbol Playa de FIFA. El torneo se desarrolló en la Playa Copacabana, Río de Janeiro, Brasil del 2 de noviembre al 12 de noviembre.

## Equipos participantes
| Argentina | Baréin        | Brasil         | Camerún |
| Canadá    | España        | Estados Unidos | Francia |
| Irán      | Islas Salomón | Italia         | Japón   |
| Nigeria   | Polonia       | Portugal       | Uruguay |

## Organización
Los 16 equipos fueron divididos en 4 grupos de 4, los primeros 2 de cada grupo avanzaron a la segunda fase.

## Primera fase
Los horarios corresponden a la hora de Brasil (CEST; UTC-3)

### Grupo A
| Equipo         | Pts | PJ | PG | PP | GF | GC | Dif |
| -------------- | --- | -- | -- | -- | -- | -- | --- |
| Brasil         | 9   | 3  | 3  | 0  | 29 | 10 | +19 |
| Japón          | 3   | 3  | 1  | 2  | 15 | 22 | -7  |
| Polonia        | 3   | 3  | 1  | 2  | 12 | 18 | -6  |
| Estados Unidos | 3   | 3  | 1  | 2  | 14 | 20 | -6  |

- Resultados

| Fecha | Hora² | Partido¹       | Partido¹ | Partido¹       | Resultado |
| ----- | ----- | -------------- | -------- | -------------- | --------- |
| 03.11 | 19:30 | Estados Unidos | -        | Japón          | 4-8       |
| 03.11 | 21:30 | Brasil         | -        | Polonia        | 9-2       |
| 05.11 | 19:30 | Brasil         | -        | Japón          | 10-2      |
| 05.11 | 21:30 | Polonia        | -        | Estados Unidos | 2-4       |
| 07.11 | 19:30 | Brasil         | -        | Estados Unidos | 10-6      |
| 07.11 | 21:30 | Polonia        | -        | Japón          | 8-5       |

### Grupo B
| Equipo  | Pts | PJ | PG | PP | GF | GC | Dif |
| ------- | --- | -- | -- | -- | -- | -- | --- |
| Francia | 9   | 3  | 3  | 0  | 21 | 8  | +13 |
| Canadá  | 5   | 3  | 2  | 1  | 11 | 14 | -3  |
| España  | 3   | 3  | 1  | 2  | 10 | 12 | -2  |
| Irán    | 0   | 3  | 0  | 3  | 10 | 18 | -8  |

- Resultados

| Fecha | Hora² | Partido¹ | Partido¹ | Partido¹ | Resultado |
| ----- | ----- | -------- | -------- | -------- | --------- |
| 03.11 | 14:30 | Canadá   | -        | Irán     | 6-6 (1-0) |
| 03.11 | 16:30 | España   | -        | Francia  | 4-7       |
| 05.11 | 14:30 | Francia  | -        | Canadá   | 8-1       |
| 05.11 | 16:30 | Irán     | -        | España   | 1-6       |
| 07.11 | 14:30 | Francia  | -        | Irán     | 6-3       |
| 07.11 | 16:30 | España   | -        | Canadá   | 0-4       |

### Grupo C
| Equipo        | Pts | PJ | PG | PP | GF | GC | Dif |
| ------------- | --- | -- | -- | -- | -- | -- | --- |
| Portugal      | 9   | 3  | 3  | 0  | 29 | 9  | +20 |
| Uruguay       | 3   | 3  | 1  | 2  | 17 | 13 | +4  |
| Islas Salomón | 3   | 3  | 1  | 2  | 12 | 26 | -14 |
| Camerún       | 2   | 3  | 1  | 2  | 8  | 18 | -10 |

- Resultados

| Fecha | Hora² | Partido¹      | Partido¹ | Partido¹      | Resultado |
| ----- | ----- | ------------- | -------- | ------------- | --------- |
| 02.11 | 19:30 | Portugal      | -        | Uruguay       | 5-4       |
| 02.11 | 21:30 | Islas Salomón | -        | Camerún       | 5-2       |
| 04.11 | 19:30 | Uruguay       | -        | Islas Salomón | 10-5      |
| 04.11 | 21:30 | Camerún       | -        | Portugal      | 3-10      |
| 06.11 | 19:30 | Camerún       | -        | Uruguay       | 3-3 (1-0) |
| 06.11 | 21:30 | Islas Salomón | -        | Portugal      | 2-14      |

### Grupo D
| Equipo    | Pts | PJ | PG | PP | GF | GC | Dif |
| --------- | --- | -- | -- | -- | -- | -- | --- |
| Argentina | 9   | 3  | 3  | 0  | 10 | 6  | +4  |
| Baréin    | 5   | 3  | 2  | 1  | 10 | 9  | +1  |
| Nigeria   | 3   | 3  | 1  | 2  | 13 | 13 | 0   |
| Italia    | 0   | 3  | 0  | 3  | 6  | 11 | -5  |

- Resultados

| Fecha | Hora² | Partido¹  | Partido¹ | Partido¹  | Resultado |
| ----- | ----- | --------- | -------- | --------- | --------- |
| 02.11 | 14:30 | Argentina | -        | Nigeria   | 5-4       |
| 02.11 | 16:30 | Italia    | -        | Baréin    | 2-4       |
| 04.11 | 14:30 | Nigeria   | -        | Italia    | 4-3       |
| 04.11 | 16:30 | Baréin    | -        | Argentina | 1-2       |
| 06.11 | 14:30 | Baréin    | -        | Nigeria   | 5-5 (4-3) |
| 06.11 | 16:30 | Italia    | -        | Argentina | 1-3       |

NOTA: Los partidos ganados en la fase de grupos habiéndose disputado la prórroga, suman sólo 2 puntos en la clasificación, en vez de 3, ya sea si terminan con un "Gol de Oro" o con una tanda de penaltis.

## Segunda fase

### Cuadro general
|  | Cuartos de final | Cuartos de final |              |         | Semifinales | Semifinales |          |              | Final        | Final |  |
|  |                  |                  |              |         |             |             |          |              |              |       |  |
|  |                  |                  |              |         |             |             |          |              |              |       |  |
|  | Brasil           | 12               |              |         |             |             |          |              |              |       |  |
|  | Brasil           | 12               |              |         |             |             |          |              |              |       |  |
|  | Canadá           | 1                |              |         |             |             |          |              |              |       |  |
|  | Canadá           | 1                |              | Brasil  | 7           |             |          |              |              |       |  |
|  |                  |                  |              | Brasil  | 7           |             |          |              |              |       |  |
|  |                  |                  | Portugal     | 4       |             |             |          |              |              |       |  |
|  | Portugal         | 6                | Portugal     | 4       |             |             |          |              |              |       |  |
|  | Portugal         | 6                |              |         |             |             |          |              |              |       |  |
|  | Baréin           | 2                |              |         |             |             |          |              |              |       |  |
|  | Baréin           | 2                |              |         |             |             |          | Brasil       | 4            |       |  |
|  |                  |                  |              |         |             |             |          | Brasil       | 4            |       |  |
|  |                  |                  | Uruguay      | 1       |             |             |          |              |              |       |  |
|  | Francia          | 3                | Uruguay      | 1       |             |             |          |              |              |       |  |
|  | Francia          | 3                |              |         |             |             |          |              |              |       |  |
|  | Japón            | 2                |              |         |             |             |          |              |              |       |  |
|  | Japón            | 2                |              | Francia | 2 (0)       |             |          | Tercer lugar | Tercer lugar |       |  |
|  |                  |                  |              | Francia | 2 (0)       |             |          | Tercer lugar | Tercer lugar |       |  |
|  |                  |                  | Uruguay (p.) | 2 (1)   |             |             |          |              |              |       |  |
|  | Argentina        | 1                | Uruguay (p.) | 2 (1)   |             |             | Portugal | 4            |              |       |  |
|  | Argentina        | 1                |              |         |             |             | Portugal | 4            |              |       |  |
|  | Uruguay          | 2                |              |         |             |             |          |              | Francia      | 6     |  |
|  | Uruguay          | 2                |              |         |             |             |          |              | Francia      | 6     |  |
|  |                  |                  |              |         |             |             |          |              |              |       |  |

### Cuartos de final
| Fecha    | Hora  | Partido   | Partido | Partido | Resultado |
| -------- | ----- | --------- | ------- | ------- | --------- |
| 09.11.06 | 14:00 | Francia   | -       | Japón   | 3-2       |
| 09.11.06 | 16:30 | Brasil    | -       | Canadá  | 12-1      |
| 09.11.06 | 19:00 | Portugal  | -       | Baréin  | 6-2       |
| 09.11.06 | 21:30 | Argentina | -       | Uruguay | 1-2       |

### Semifinales
| Fecha    | Hora  | Partido | Partido | Partido  | Resultado |
| -------- | ----- | ------- | ------- | -------- | --------- |
| 11.11.06 | 19:00 | Francia | -       | Uruguay  | 2-2 (0-1) |
| 11.11.06 | 21:30 | Brasil  | -       | Portugal | 7-4       |

### Tercer lugar
| Fecha    | Hora² | Partido¹ | Partido¹ | Partido¹ | Resultado |
| -------- | ----- | -------- | -------- | -------- | --------- |
| 12.11.06 | 19:30 | Francia  | -        | Portugal | 6-4       |

### Final
| Fecha    | Hora² | Partido¹ | Partido¹ | Partido¹ | Resultado |
| -------- | ----- | -------- | -------- | -------- | --------- |
| 12.11.06 | 21:00 | Uruguay  | -        | Brasil   | 1-4       |

|                            |
| Bandera de Brasil          |
| Campeón Brasil 1.er título |

## Medallero
|        |         |         |
| Brasil | Uruguay | Francia |